# Skrzyżowanie torów

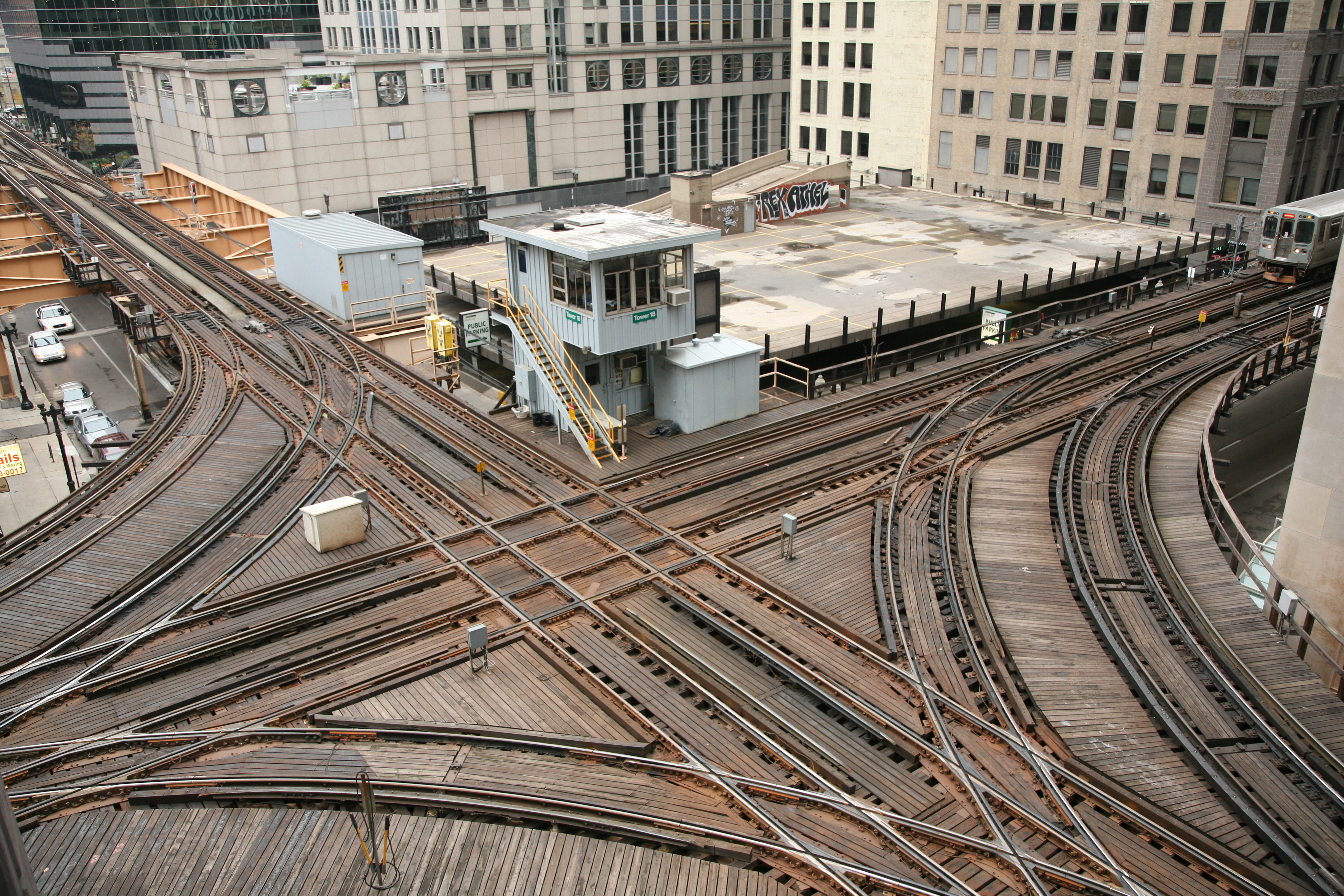
Skrzyżowanie torów

Skrzyżowanie torów – specjalna konstrukcja wielotorowa wykonana z szyn, kształtowników stalowych oraz innych elementów, umożliwiająca przejazd pojazdów kolejowych po przecinających się torach z określoną prędkością.